# Chlorophytum modestum
Chlorophytum modestum är en sparrisväxtart som beskrevs av John Gilbert Baker. Chlorophytum modestum ingår i släktet ampelliljor, och familjen sparrisväxter. Inga underarter finns listade i Catalogue of Life.